# Bounty Dog
Bounty Dog (バウンティドッグ~月面のイブ~, Bounty Dog : Getsumen no Ibu) est un film d'animation OAV de Hiroshi Negishi sortie en 1994 au Japon. Ce film emprunte des concepts développées par le film Total Recall.
Il a été noté pour son atmosphère originale réussie qui utilise une palette limitée de couleur (Ocre, Sépia, rouge..) mais critiqué pour son manque de développement.

## Synopsis
Dans un futur où l’humanité a établi des colonies avancées sur la Lune, les « Bounty dog », un groupe de jeunes espions est en mission pour espionner les activités de la société Constans Corporation qui gère la colonie lunaire. L’un des membres, Yoshiyuki, est encore traumatisé par la perte récente de sa petite amie, Yayoi. Contans Corp est suspecté de développer de nouvelles armes en effraction du pacte de non-prolifération des armes dans l’espace. Alors que les Bounty dog entrent en conflit armé avec les agents de Contans Corp, ils découvrent l’existence de clones cyborg qui essayent aussi de les éliminer. Le plus troublant est que l’un d'eux clame être Yayoi à la plus grande confusion de Yoshiyuki. Les Bounty dog apprennent que ces clones sont le produit d’une forme de vie extraterrestre Darkness qui vit dans le centre de la Lune et qui a observé l’Humanité depuis des millénaires. Décidé de venger Yayoi, Yoshiyuki se donne pour mission de détruire cette forme de vie extraterrestre. 

### Personnages
- Bounty Dog: Shoko, Kei, Yoshiyuki Otomo
- Constans Corporation : société d’exploitation lunaire
- Darkness : un clone, une forme de vie extraterrestre qui a fusionné avec une humaine
- Ines : un clone, pacifique
- Yayoi: un clone, petite-amie de Yoshiyuki

## Fiche technique
- Titre : Bounty Dog
- Réalisation : Hiroshi Negishi
- Scénario : Mayori Sekijima, Takehiko Ito
- Character design: Hirotoshi Sano
- Mecha design: Takeuchi Atsushi
- Musique: Sho Goshima
- Pays d'origine :  Japon
- Année de production : 1994
- Genre : Science-fiction Espace
- Durée : 2x 30 minutes
- Dates de sortie : 1995 (UK)

### Thèmes musicaux
- Yoru o Buttobase (夜をぶっとばせ)  par Kasumi

## Commentaires
- Le film a été noté pour ses concepts de colonie lunaire très avancés, en particulier de design urbain.
- Le Musée de l’exploitation lunaire met en scène les débuts de l’exploration spatiale par l’Homme avec notamment la fusée Saturn V et la station orbitale Mir.